# Barycheloides alluviophilus
Espèce
Barycheloides alluviophilus est une espèce d'araignées mygalomorphes de la famille des Barychelidae.

## Distribution
Cette espèce est endémique de Nouvelle-Calédonie. Elle a été découverte dans le parc provincial de la Rivière Bleue.

## Description
Le mâle holotype mesure 22 mm et la femelle paratype 25 mm

## Publication originale
- Raven, 1994 : Mygalomorph spiders of the Barychelidae in Australia and the Western Pacific. Memoirs of the Queensland Museum, vol. 35, no 2, p. 291-706 (texte intégral).